# Соломон Еттінгер
Соломон Еттінгер (jid. ‏ עטינגער ‎ народився близько 1800 р., можливо, 1803 р., у Варшаві, помер 1856 у Замості) — єврейський поет і драматург, який писав мовою їдиш, піонер Гаскали, лікар. Він був першим творцем сучасної єврейської літератури в Польщі. Він писав, серед іншого, байки у віршах, балади, епіграми, драми. У його роботах чітко простежуються сатиричні елементи.

## Біографія
Народився, ймовірно, у 1803 році у Варшаві. Він рано осиротів і виховувався у свого дядька Менделя Етінгера, який був рабином у Лечні. У віці 15 років він одружився з чотирнадцятирічною Голдою Голд, переїхавши в той же час до свого свекра в Замості. Його дружина, з якою він мав загалом семеро дітей, тримала цех склотари, але справи йшли не дуже добре. Етінгер спробував свої сили в торгівлі в Одесі, але марно, тому переїхав до Львова.
Він вивчав медицину у Львові в 1825—1830 роках. Саме там остаточно розвинулися його літературні та малярські таланти, хоча перші мистецькі спроби він робив уже тоді. Після повернення до Замостя без успіху намагався домогтися визнання свого диплома в Росії. Однак, йому було дозволено практикувати лише під час епідемії холери 1831 року, а в інший час він робив це напівлегально. 
Поїздки до Варшави (1833) і Харкова (1846) принесли йому лише нові розчарування. Однак він здобув популярність серед пацієнтів і друзів завдяки своєму гумору, доброму серцю і схильності до жартів.
У 1846 році він залишив Замостя і переїхав до сусіднього Жданова, де даремно пробував займатися сільським господарством. Там він провів останні роки свого життя. Помер у Замості 31 грудня 1856. 

## Літературний твір

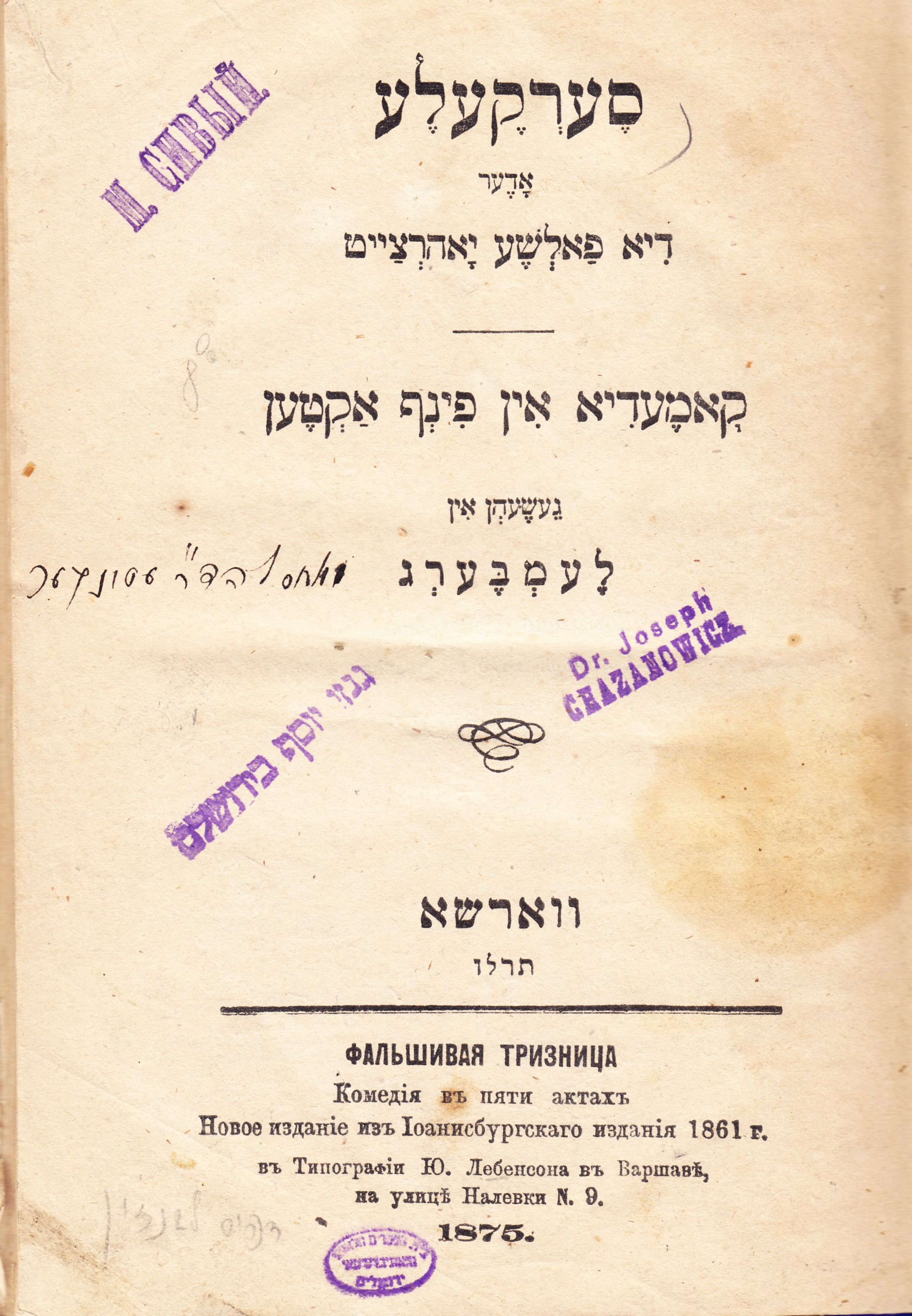
Титульна сторінка комедії «Серкеле» (Варшава, 1875)

Перші спроби Етінгера писати датуються ще до його перебування у Львові, але саме там розкрився його талант. Саме під час навчання він почав писати казки і свій найвідоміший твір — драму «Серкеле» (їдиш: סערקעלע‎ ‏‎Сарусія). У 1837 і 1847 роках Етінгер робив спроби опублікувати свої твори, навіть отримав згоду цензури, але через необхідність значних вилучень відмовився від друку. Зрештою, за його життя «жодного рядка його праці»  не було опубліковано, його твори поширювалися щонайбільше в копіях (часто неточних) та в усних версіях.
Письменницький доробок Еттінгера, майже повністю написаний їдишем, включає байки, оповідання, балади, сатири, вірші, епіграми. У ньому помітні впливи літератури Просвітництва (наприклад, Г. Е. Лессінга, Ніколауса Ленау, Жана де Лафонтена), а також — вперше в їдишській літературі — польські впливи (напр. І. Красицький). Найважливішим і найвідомішим з його творів є згадана комедія «Серкеле».
«Зібрання творів» Етінгера містить, крім творів на їдиш, три короткі вірші німецькою мовою.